# Ronnie Cord
Ronnie Cord, nascido Ronald Cordovil (Manhuaçu, 22 de janeiro de 1943 — São Paulo, 6 de janeiro de 1986), foi um cantor brasileiro.

## Biografia
Filho do maestro e compositor Hervé Cordovil, aos seis anos já tocava violão.
Em 1959 fez um teste na Copacabana Discos, no Rio de Janeiro e, no ano seguinte, realizou sua primeira gravação, lançada em LP que reunia vários outros cantores.
Seu maior sucesso foi a canção Rua Augusta, com letra de Hervé Cordovil, lançada pela RCA Victor em 1964. Em 2009, Rua Augusta foi eleita uma das 100 Maiores Músicas Brasileiras pela Rolling Stone Brasil, figurando na 99ª posição.
Em 1964 fez muito sucesso com a versão Biquíni de Bolinha Amarelinha (em versão de Hervé Cordovil). O sucesso se deu depois que Ronnie gravou em 1961, com letra original, a música "Itsy Bitsy Teenie Weenie Yellow Polkadot Bikini", que Brian Hyland lançou no ano anterior.
Em 1964, aproveitando a onda da Jovem Guarda, Ronnie Cord gravou novamente a versão em português, que também tornou-se sucesso em 1965.
Faleceu de câncer pouco mais de duas semanas antes de completar 43 anos. Deixou três filhos.